# Paraclinus altivelis
Paraclinus altivelis is een  straalvinnige vissensoort uit de familie van slijmvissen (Labrisomidae). De wetenschappelijke naam van de soort is voor het eerst geldig gepubliceerd in 1881 door Lockington.
De soort staat op de Rode Lijst van de IUCN als Onzeker, beoordelingsjaar 2007.